# Microtus anatolicus
Microtus anatolicus (полівка анатолійська) — вид гризунів родини Хом'якові (Cricetidae). Вид унікальний морфологічно і каріотипно. Дослідження підтвердили, що він дійсно відрізняється від Microtus dogramacii — два види були зареєстровані в симпатрії.

## Поширення
Цей вид є ендеміком Туреччини, де він зустрічається в степах Центральної Анатолії. Його межі поширення погано відомі, але він, здається, обмежується південною частиною центральної Анатолії. Цей вид зустрічається в районах з сухою лужних ґрунтів рослинністю рідко з галофітами. Він також може бути знайдений на ділянках сільського господарства цукрових буряків у період збору врожаю (тільки в іншу пору року вид відсутній на полях цукрових буряків).

## Загрози та охорона
Область проживання знаходиться під експлуатацією, що збільшується обробітку цукрових буряків. Зрошення для цього виду сільського господарства є головна загроза. Родентициди також використовуються в області. Частина східній околиці ареалу підпадає під англ. Tuz Lake Special Protected Area (оголошеної у 2000 році), яка не дуже добре керована по охороні природи.

## Ресурси Інтернету
- Yigit, N., Kryštufek, B. & Kefelioglu, H. 2008. Microtus anatolicus. The IUCN [Архівовано 23 грудня 2014 у Wayback Machine.]

| Панда | Це незавершена стаття з теріології. Ви можете допомогти проєкту, виправивши або дописавши її. |